# نیژنی تاشبوکان
نیژنی تاشبوکان (انگلیسی: Nizhny Tashbukan) یک شهرک در شهرستان گافوریسکی استان باشقیرستان کشور روسیه است.